# Discografia de Lily Allen
A discografia de Lily Allen, uma cantora britânica, consiste em três álbuns de estúdio e dois extended plays. Lançou vinte e três singles (incluindo cinco como artista convidada) e dezanove vídeos musicais. Interpreta diversos estilos musicais diferentes, como pop, ska, electropop e R&B. Tornou-se conhecida através da sua conta no MySpace, na qual começou por colocar demos em 2005. O aumento de popularidade da artista na rede social resultou na assinatura de um contrato com a editora discográfica Regal Recordings. O seu single de estreia, "Smile", foi lançado em 2006 e marcou a estreia de Allen nas tabelas musicais mundiais, conseguindo liderar a UK Singles Chart por duas semanas. No mesmo ano, Alright, Still, marcou o seu primeiro disco de originais que vendeu mais de dois milhões de cópias mundialmente. Além disso, foi certificado com três platinas através da British Phonographic Industry (BPI) no Reino Unido e com ouro pela Recording Industry Association of America (RIAA). O projeto foi nomeado para a categoria Best Alternative Music Album na 50.ª cerimónia dos Grammy Awards. "LDN", "Littlest Things", "Alfie" e "Shame for You" foram outras faixas escolhidas para promover o trabalho, contudo, falharam em alcançar o mesmo desempenho comercial que "Smile".
Em 2009, é editado It's Not Me, It's You, com influências estilísticas diferentes do seu antecessor, com produções mais electropop, ska e reggae. O trabalho estreou na liderança da UK Albums Chart, ARIA Albums Chart e Canadian Albums Chart. A música de avanço, "The Fear", também debutou na primeira posição da tabela musical de singles do Reino Unido, e permaneceu por quatro semanas consecutivas na frente da lista. "Not Fair", "Fuck You" e "22" serviram também como músicas de promoção do disco, obtendo todos certificação pela Australian Recording Industry Association (ARIA) da Austrália. "Who'd Have Known" e "Back to the Start" foram os últimos focos de divulgação de It's Not Me, It's You, embora não seguindo o mesmo desempenho que os anteriores. Ainda no mesmo ano, em Março, Lily lançou o seu primeiro EP F.U.E.P. e oito meses mais tarde o seu segundo de mesmo formato Paris Live Session, ambos através da iTunes Store. Ao longo da sua carreira, Allen colaborou com artistas como Mark Ronson, Common, Professor Green, T-Pain, entre outros.

## Álbuns

### Álbuns de estúdio
| Título                                                                           | Detalhes | Melhor posição nas tabelas musicais | Melhor posição nas tabelas musicais | Melhor posição nas tabelas musicais | Melhor posição nas tabelas musicais | Melhor posição nas tabelas musicais | Melhor posição nas tabelas musicais | Melhor posição nas tabelas musicais | Melhor posição nas tabelas musicais | Melhor posição nas tabelas musicais | Melhor posição nas tabelas musicais | Melhor posição nas tabelas musicais | Vendas                                  | Certificações                                                                             |
| Título                                                                           | Detalhes | ALE                                 | AUS                                 | CAN                                 | EUA                                 | FRA                                 | IRL                                 | NZ                                  | PB                                  | RU                                  | SUE                                 | SUI                                 | Vendas                                  | Certificações                                                                             |
| -------------------------------------------------------------------------------- | --- | ----------------------------------- | ----------------------------------- | ----------------------------------- | ----------------------------------- | ----------------------------------- | ----------------------------------- | ----------------------------------- | ----------------------------------- | ----------------------------------- | ----------------------------------- | ----------------------------------- | --------------------------------------- | ----------------------------------------------------------------------------------------- |
| Alright, Still                                                                   | - Lançamento: 14 de julho de 2006 - Editora discográfica: Regal, EMI - Formato(s): CD, descarga digital       | —                                   | 7                                   | 21                                  | 20                                  | 47                                  | 6                                   | 22                                  | 27                                  | 2                                   | 43                                  | 9                                   | - : 6 milhões - : 1,117,604 - : 627,000 | - ARIA: Platina - MC: Ouro - RIAA: Ouro - IFPI: Platina - IRMA: Platina - BPI: 3× Platina |
| It's Not Me, It's You                                                            | - Lançamento: 9 de fevereiro de 2009 - Editora discográfica: Regal, EMI - Formato(s): CD, descarga digital    | 17                                  | 1                                   | 1                                   | 5                                   | 11                                  | 3                                   | 9                                   | 17                                  | 1                                   | 14                                  | 53                                  | - : 4 milhões - : 1,016,169 - : 353,000 | - ARIA: 4× Platina - MC: Ouro - IFPI: Platina - IRMA: 2× Platina - BPI: 3× Platina        |
| Sheezus                                                                          | - Lançamento: 2 de maio de 2014 - Editora discográfica: Regal, Parlophone - Formato(s): CD, descarga digital  | 20                                  | 4                                   | 16                                  | 12                                  | 32                                  | 4                                   | 9                                   | 26                                  | 1                                   | —                                   | 16                                  | - : 200,000                             | - BPI: Ouro - MAHASZ: Ouro                                                                |
| No Shame                                                                         | - Lançamento: 8 de junho de 2018 - Editora discográfica: Regal, Parlophone - Formato(s): CD, descarga digital | 65                                  | 8                                   | —                                   | 168                                 | 137                                 | 20                                  | 40                                  | 68                                  | 8                                   | —                                   | 26                                  | - : 21,506                              |                                                                                           |
| "—" denota um título que não tenha entrado na tabela musical do respectivo país. | |                                     |                                     |                                     |                                     |                                     |                                     |                                     |                                     |                                     |                                     |                                     |                                         |                                                                                           |

### EP
| Título             | Detalhes do álbum                                                                                     |
| ------------------ | --- |
| F.U.E.P.           | - Lançamento: 31 de março de 2009 - Editora discográfica: Capitol - Formato(s): Descarga digital      |
| Paris Live Session | - Lançamento: 24 de novembro de 2009 - Editora discográfica: Regal/EMI - Formato(s): Descarga digital |

## Singles

### Como artista principal
| Ano                                                                              | Título                   | Melhor posição nas tabelas musicais | Melhor posição nas tabelas musicais | Melhor posição nas tabelas musicais | Melhor posição nas tabelas musicais | Melhor posição nas tabelas musicais | Melhor posição nas tabelas musicais | Melhor posição nas tabelas musicais | Melhor posição nas tabelas musicais | Melhor posição nas tabelas musicais | Melhor posição nas tabelas musicais | Melhor posição nas tabelas musicais | Certificação                             | Álbum                 |
| Ano                                                                              | Título                   | ALE                                 | AUS                                 | CAN                                 | EUA                                 | FRA                                 | IRL                                 | NZ                                  | PB                                  | RU                                  | SUE                                 | SUI                                 | Certificação                             | Álbum                 |
| -------------------------------------------------------------------------------- | ------------------------ | ----------------------------------- | ----------------------------------- | ----------------------------------- | ----------------------------------- | ----------------------------------- | ----------------------------------- | ----------------------------------- | ----------------------------------- | ----------------------------------- | ----------------------------------- | ----------------------------------- | ---------------------------------------- | --------------------- |
| 2006                                                                             | "Smile"                  | 67                                  | 14                                  | 86                                  | 49                                  | 16                                  | 6                                   | 6                                   | 10                                  | 1                                   | 38                                  | 21                                  | - RIAA: Ouro - BPI: Prata                | Alright, Still        |
| 2006                                                                             | "LDN"                    | —                                   | 39                                  | —                                   | —                                   | —                                   | —                                   | 21                                  | 23                                  | 6                                   | —                                   | 88                                  |                                          | Alright, Still        |
| 2006                                                                             | "Littlest Things"        | —                                   | —                                   | —                                   | —                                   | —                                   | —                                   | —                                   | —                                   | 21                                  | —                                   | —                                   |                                          | Alright, Still        |
| 2007                                                                             | "Alfie"[A]               | —                                   | —                                   | —                                   | —                                   | —                                   | 31                                  | 15                                  | —                                   | 15                                  | —                                   | —                                   |                                          | Alright, Still        |
| 2007                                                                             | "Shame for You"[A]       | —                                   | —                                   | —                                   | —                                   | —                                   | —                                   | —                                   | —                                   | 15                                  | —                                   | —                                   |                                          | Alright, Still        |
| 2008                                                                             | "The Fear"               | 12                                  | 3                                   | 33                                  | 80                                  | 15                                  | 5                                   | 14                                  | 29                                  | 1                                   | 30                                  | 14                                  | - ARIA: Platina - MC: Ouro - BPI: Ouro   | It's Not Me, It's You |
| 2009                                                                             | "Not Fair"               | 12                                  | 3                                   | —                                   | —                                   | —                                   | 3                                   | 20                                  | 4                                   | 5                                   | 28                                  | 6                                   | - ARIA: Platina - BPI: Ouro              | It's Not Me, It's You |
| 2009                                                                             | "Fuck You"[B]            | 49                                  | 23                                  | 37                                  | 68                                  | 14                                  | —                                   | —                                   | 3                                   | 104                                 | 18                                  | 5                                   | - ARIA: Ouro - BEA: Ouro - SNEP: Ouro    | It's Not Me, It's You |
| 2009                                                                             | "22"                     | 85                                  | 12                                  | —                                   | —                                   | 23                                  | 12                                  | 26                                  | 18                                  | 14                                  | —                                   | 71                                  | - ARIA: Ouro                             | It's Not Me, It's You |
| 2009                                                                             | "Who'd Have Known"       | —                                   | 54                                  | —                                   | —                                   | —                                   | —                                   | —                                   | —                                   | 39                                  | —                                   | —                                   |                                          | It's Not Me, It's You |
| 2010                                                                             | "Back to the Start"[C]   | —                                   | —                                   | —                                   | —                                   | —                                   | —                                   | —                                   | —                                   | —                                   | —                                   | —                                   |                                          | It's Not Me, It's You |
| 2013                                                                             | "Somewhere Only We Know" | —                                   | —                                   | —                                   | —                                   | 26                                  | 1                                   | —                                   | —                                   | 1                                   | —                                   | 69                                  | - BPI: Platina                           | Sheezus               |
| 2013                                                                             | "Hard out Here"          | 2                                   | 14                                  | —                                   | 106                                 | 80                                  | 21                                  | 14                                  | 32                                  | 9                                   | —                                   | 6                                   | - ARIA: Platina - BPI: Ouro - BVMI: Ouro | Sheezus               |
| 2014                                                                             | "Air Balloon"            | 50                                  | 15                                  | —                                   | —                                   | —                                   | 8                                   | 30                                  | —                                   | 7                                   | —                                   | 65                                  |                                          | Sheezus               |
| 2014                                                                             | "Our Time"               | —                                   | 60                                  | —                                   | —                                   | —                                   | —                                   | —                                   | —                                   | 43                                  | —                                   | —                                   |                                          | Sheezus               |
| 2014                                                                             | "Sheezus"                | —                                   | —                                   | —                                   | —                                   | —                                   | —                                   | —                                   | —                                   | —                                   | —                                   | —                                   |                                          | Sheezus               |
| 2014                                                                             | "URL Badman"             | —                                   | 45                                  | —                                   | —                                   | —                                   | —                                   | —                                   | —                                   | 93                                  | —                                   | —                                   |                                          | Sheezus               |
| 2014                                                                             | "As Long as I Got You"   | —                                   | 45                                  | —                                   | —                                   | —                                   | —                                   | —                                   | —                                   | —                                   | —                                   | —                                   |                                          | Sheezus               |
| "—" denota um título que não tenha entrado na tabela musical do respectivo país. |                          |                                     |                                     |                                     |                                     |                                     |                                     |                                     |                                     |                                     |                                     |                                     |                                          |                       |

### Como artista convidada
| 2007                                                                             | "Oh My God" (Mark Ronson com a participação de Lily Allen)                 | 72 | —  | 21 | —  | 8  | —  |                                               | Version              |
| 2007                                                                             | "Drivin' Me Wild" (Common com a participação de Lily Allen)                | —  | —  | —  | —  | 56 | —  |                                               | Finding Forever      |
| 2010                                                                             | "Just Be Good to Green" (Professor Green com a participação de Lily Allen) | 49 | —  | 17 | 32 | 5  | —  | - BPI: Prata                                  | Alive Till I'm Dead  |
| 2011                                                                             | "5 O'Clock" (T-Pain com a participação de Wiz Khalifa & Lily Allen)        | 29 | 10 | —  | 27 | 6  | 47 | - ARIA: Ouro - MC: Platina                    | Revolver             |
| 2013                                                                             | "True Love" (Pink com a participação de Lily Rose Cooper[D])               | 5  | 53 | 23 | 14 | 16 | 50 | - ARIA: 2× Platina - MC: Platina - RMNZ: Ouro | The Truth About Love |
| "—" denota um título que não tenha entrado na tabela musical do respectivo país. |                                                                            |    |    |    |    |    |    |                                               |                      |

## Outras aparências
Nas seguintes canções, a cantora contribui com os seus vocais creditados em álbuns de outros artistas, sem lançamentos por parte da própria.
| Ano  | Título                           | Álbum/Single                                   | Notas                                                            |
| ---- | -------------------------------- | ---------------------------------------------- | ---------------------------------------------------------------- |
| 2006 | "Lights Go Down"                 | Crazy Itch Radio                               | Vocais de apoio para Basement Jaxx.                              |
| 2006 | "Bongo Bong / Je Ne T'Aime Plus" | Rudebox                                        | Vocais de apoio para Robbie Williams.                            |
| 2007 | "Wanna Be"                       | Maths + English                                | Vocais de apoio para Dizzee Rascal.                              |
| 2007 | "Womanizer"                      | The Saturday Sessions: The Dermot O'Leary Show | Versão de Britney Spears.                                        |
| 2007 | "Everybody's Changing"           | Alfie EP                                       | Versão da banda Keane.                                           |
| 2007 | "Don't Get Me Wrong"             | Radio 1 Established 1967                       | Versão de The Pretenders para o 40.º aniversário da BBC Radio 1. |
| 2008 | "Never Miss a Beat"              | Off with Their Heads                           | Vocais de apoio para Kaiser Chiefs.                              |
| 2008 | "Always Happens Like That"       | Off with Their Heads                           | Kaiser Chiefs com Lilly Allen.                                   |
| 2009 | "Straight to Hell"               | War Child Presents Heroes                      | Colaboração com Mick Jones.                                      |
| 2009 | "Beds Are Burning"               | —                                              | Colaboração com vários artistas.                                 |
| 2013 | "Dream a Little Dream"           | Swings Both Ways                               | Colaboração com Robbie Williams.                                 |

## Vídeos musicais
| Ano  | Título                                                   | Director                                           |
| ---- | -------------------------------------------------------- | -------------------------------------------------- |
| 2006 | "Smile"                                                  | Sophie Muller                                      |
| 2006 | "LDN"                                                    | Nima Nourizadeh                                    |
| 2006 | "Littlest Things"                                        | Nima Nourizadeh                                    |
| 2007 | "Alfie"                                                  | Sarah Chatfield                                    |
| 2007 | "Oh My God" (Mark Ronson com Lily Allen)                 | Nima Nourizadeh                                    |
| 2007 | "Drivin' Me Wild" (Common com Lily Allen)                | Chris Robinson                                     |
| 2008 | "The Fear"                                               | Nez                                                |
| 2009 | "Not Fair"                                               | Melina Matsoukas                                   |
| 2009 | "Fuck You"                                               | Arnaud Boutin, Camille Dauteuille e Clement Dozier |
| 2009 | "22"                                                     | Jake Scott                                         |
| 2009 | "Who'd Have Known"                                       | James Caddick                                      |
| 2010 | "Just Be Good To Green" (Professor Green com Lily Allen) | Henry Scholfield                                   |
| 2013 | "True Love" (Pink com Lily Allen)                        | Sophie Muller                                      |
| 2013 | "Hard out Here"                                          | Christopher Sweeney                                |
| 2014 | "Air Balloon"                                            | That Go                                            |
| 2014 | "Our Time"                                               | Christopher Sweeney                                |
| 2014 | "Sheezus"                                                | Ruffmercy                                          |
| 2014 | "URL Badman"                                             | The Sacred Egg                                     |
| 2014 | "As Long as I Got You"                                   | Christopher Sweeney                                |